# Le Louverot
Le Louverot település Franciaországban, Jura megyében. Lakosainak száma 232 fő (2022. január 1.). Le Louverot Voiteur, Montain, Domblans, Lavigny, Plainoiseau és Le Vernois községekkel határos.

## Népesség
A település népességének változása:
| Lakosok száma | 91   | 156  | 256  | 273  | 234  | 217  | 211  | 222  | 228  | 232  |
|               | 1968 | 1982 | 1990 | 2006 | 2013 | 2015 | 2017 | 2019 | 2020 | 2022 |